# Musée de Wimbledon
Le musée de Wimbledon, ou Wimbledon Lawn Tennis Museum, est le plus grand musée de tennis au monde. Il a été inauguré en 1977 à l'occasion du centenaire du tournoi de Wimbledon.